# Катапетасма
Катапе́тасма, катапета́сма (греч. καταπέτασμα — «занавес»), церковная заве́са в православных храмах — занавес за иконостасом, отделяющий царские врата и престол.

## Вветхозаветныевремена
Катапетасма имеет образ завесы (ивр. פרכת‎ — «Паро́хет») в ветхозаветной скинии — позже в Иерусалимском храме. Там она отделяла «Святая святых» от святилища (Исх. 26:31—33). Согласно евангельским повествованиям, эта завеса раздралась надвое в момент крестной смерти Спасителя (Мф. 27:51; Мк. 15:38; Лк. 23:45). По образному толкованию святителя Прокла, архиепископа Константинопольского, не терпя страданий Христа, посвящённый Господу храм «разодрал от скорби ризу свою».

## Устройство
В зависимости от праздников и постов, катапетасма может быть разного цвета, чаще под цвет облачения священнослужителей. В самом центре на ней обязательно пришит матерчатый крест. Открытие и закрытие завесы во время богослужения осуществляется с помощью вервий с бахромой на концах.

## Использование
В православных храмах во время богослужений завеса то открывается, то закрывается, а иногда бывает лишь наполовину открытой. Часто вслед за завесой открывают и царские врата, при этом, как правило, зажигают дополнительный свет в храме. Каждое открытие и закрытие завесы имеет особенное аллегорическое значение.
В закрытом/затворённом состоянии завеса, обычно, находится, когда в храме отсутствует богослужение, или происходит только богослужение мирянским чином, а также во время совершения часов, малой вечерни, повечерия, полунощницы, заупокойной литии/панихиды/отпевания мирян, крещения, соборования, молебнов. В некоторые моменты завеса закрывается и на Литургии.
Завеса отверзается и остаётся в открытом положении во время вечерни, утрени, изобразительных, большей части Литургии, на некоторых молебнах, на венчаниях, отпеваниях священнослужителей, во время чтения Евангелия на часах, на Пасхальной седмице, при вхождении в алтарь патриарха и исхождения его из алтаря.
На Литургии преждеосвящённых Даров завеса может закрываться не вся, а только на половину — за южной створкой царских врат.